# Albert Pontremoli
Albert Pontremoli, conosciuto anche come M.Albert Pontremoli, (Nizza, 1862 – Parigi, 1923), è stato un collezionista d'arte, avvocato e magistrato francese di origine italiana.

## Biografia
Albert Pontremoli nacque a Nizza da Eleonora Pontremoli (nata a Nizza nel 1839 e morta a Parigi nel 1890), figlia del Gran Rabbino di Nizza Eliseo Pontremoli, e da Salvador Pontremoli (nato nel 1814 e morto nel 1882). La sorella Rebecca, verrà data in sposa a Gaston Moch ufficiale francese, dal quale ebbe il noto politico Jules Moch. Da parte materna era cugino di primo grado di Emmanuel Pontremoli, Pio Pontremoli ed Enrico Pontremoli.
Dopo aver intrapreso gli studi di giurisprudenza iniziò a lavorare come avvocato. In seguito entrò presso la Corte d'appello francese dove avrebbe lavorato per parte della sua carriera per poi concluderla presso il ministero della marina francese.

## Interesse per l'arte
Particolare fu il suo grande interesse per la pittura impressionista, sotto l'influenza del cugino Emmanuel e di Albert Hecht. Conobbe personalmente alcuni pittori impressionisti come Édouard Manet.
La sua collezione privata, una delle più complete, comprendeva opere dei più importanti esponenti dell'impressionismo tra cui Camille Pissarro, Pierre-Auguste Renoir, Claude Monet, Camille Claudel, Eugène Boudin oltre che Eugène Delacroix, Eugène Carrière. A seguito della sua morte avvenuta verso la fine del 1923 a Parigi gli eredi misero all'asta tutta la sua grande collezione privata. La vendita venne suddivisa in tre sessioni: due a Parigi, nel luglio e novembre 1924, e una Londra, nel dicembre dello stesso anno.

## Collezione M.Albert Pontremoli

### Delacroix

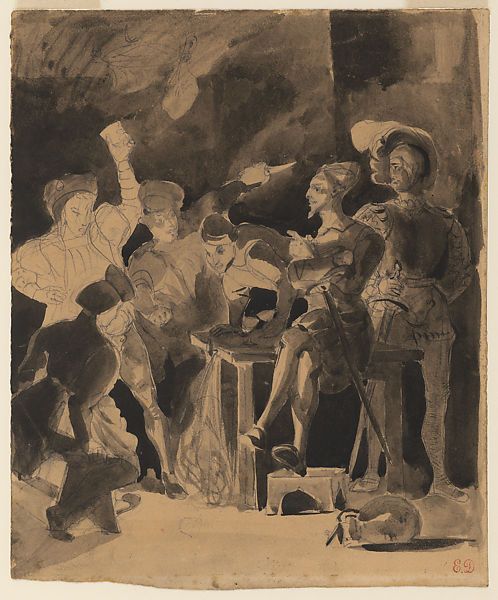
Faust e Mefistole nella locanda 7

- Faust e Mefistofele nella locanda , eseguito da Eugène Delacroix nel 1825 attualmente presso Houghton Library, Harvard Usa.
- Faust, Margherita e Mefistofele in strada, eseguito da Eugène Delacroix nel 1825 attualmente presso Houghton Library, Harvard Usa.[8]

### Jacques De Saint-Aubin
- Traces d'une silhouette d'homme de profil, eseguito da Gabriel-Jacques De Saint-Aubin nel 1864.[9]

### Boudin

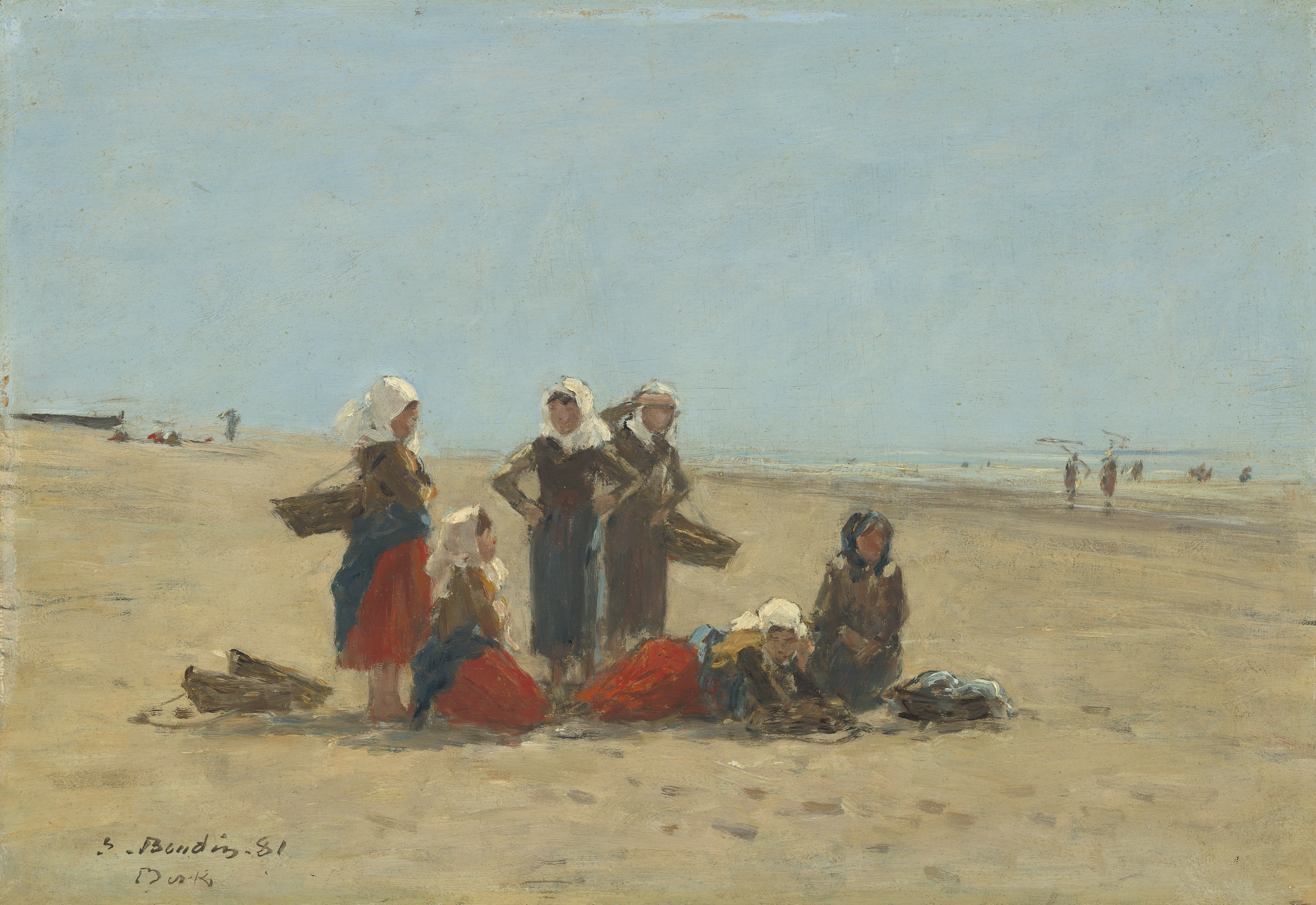
Donne sulla spiaggia di Berck

- Donne sulla spiaggia di Berck, 1881 eseguito da Eugène Boudin, attualmente conservato presso il National Gallery of Art.[10]

### Renoir

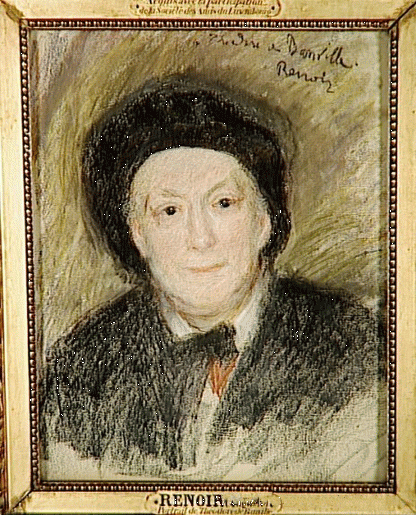
Portrait de Théodore de Banville

- Ritratto di Théodore de Banville, 1882 eseguito da Pierre-Auguste Renoir conservato a Parigi presso il Museo d'Orsay.[3]

### Rodin

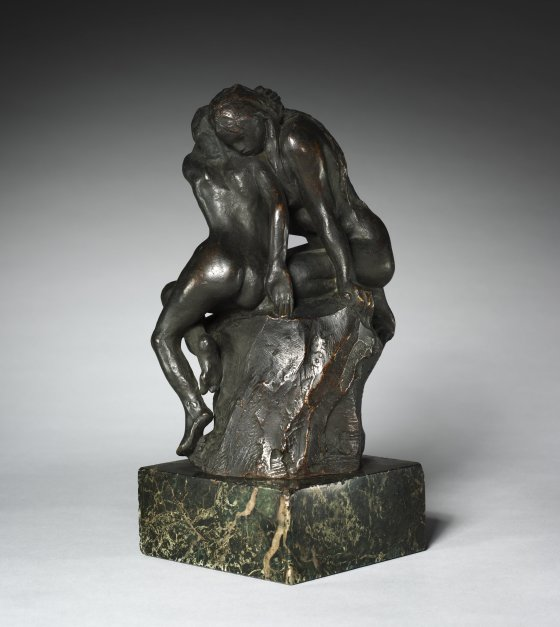
Giovane Ragazza che confida il suo segreto ad Iside

- Giovane ragazza che confida il suo segreto ad Iside, eseguita da Auguste Rodin nel 1889  attualmente presso il Cleveland Museum of Art.[11]
- Ugolin, eseguito da Auguste Rodin nel 1881.
- Il genio buono, eseguita da Auguste Rodin nel 1890  attualmente presso una collezione privata a New York.[12]

### Pissarro

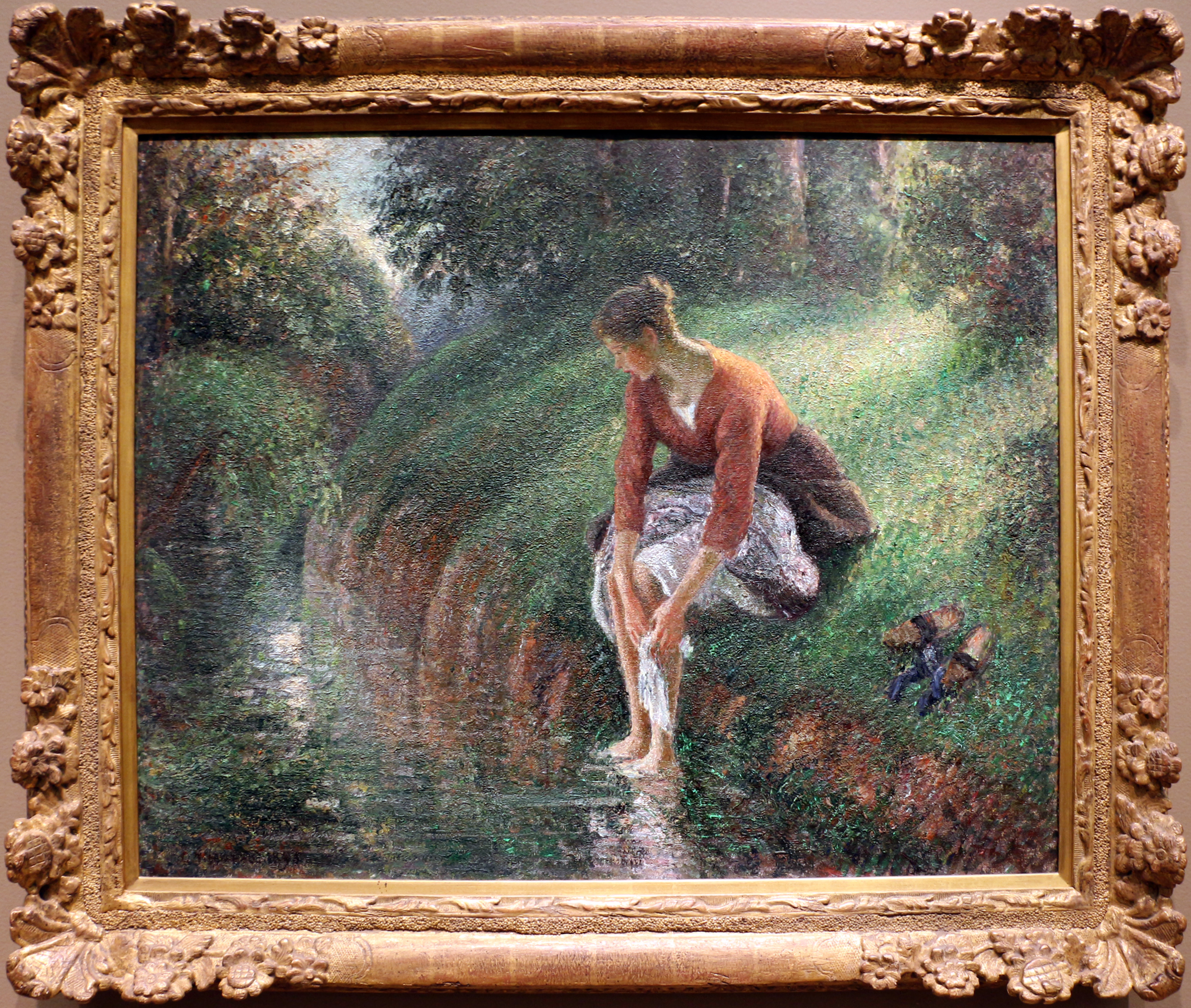
Donna che si bagna i piedi in un ruscello

- Donna che si bagna i piedi in un ruscello, eseguito da Camille Pissarro nel 1894 attualmente conservato presso il Art Institute of Chicago.

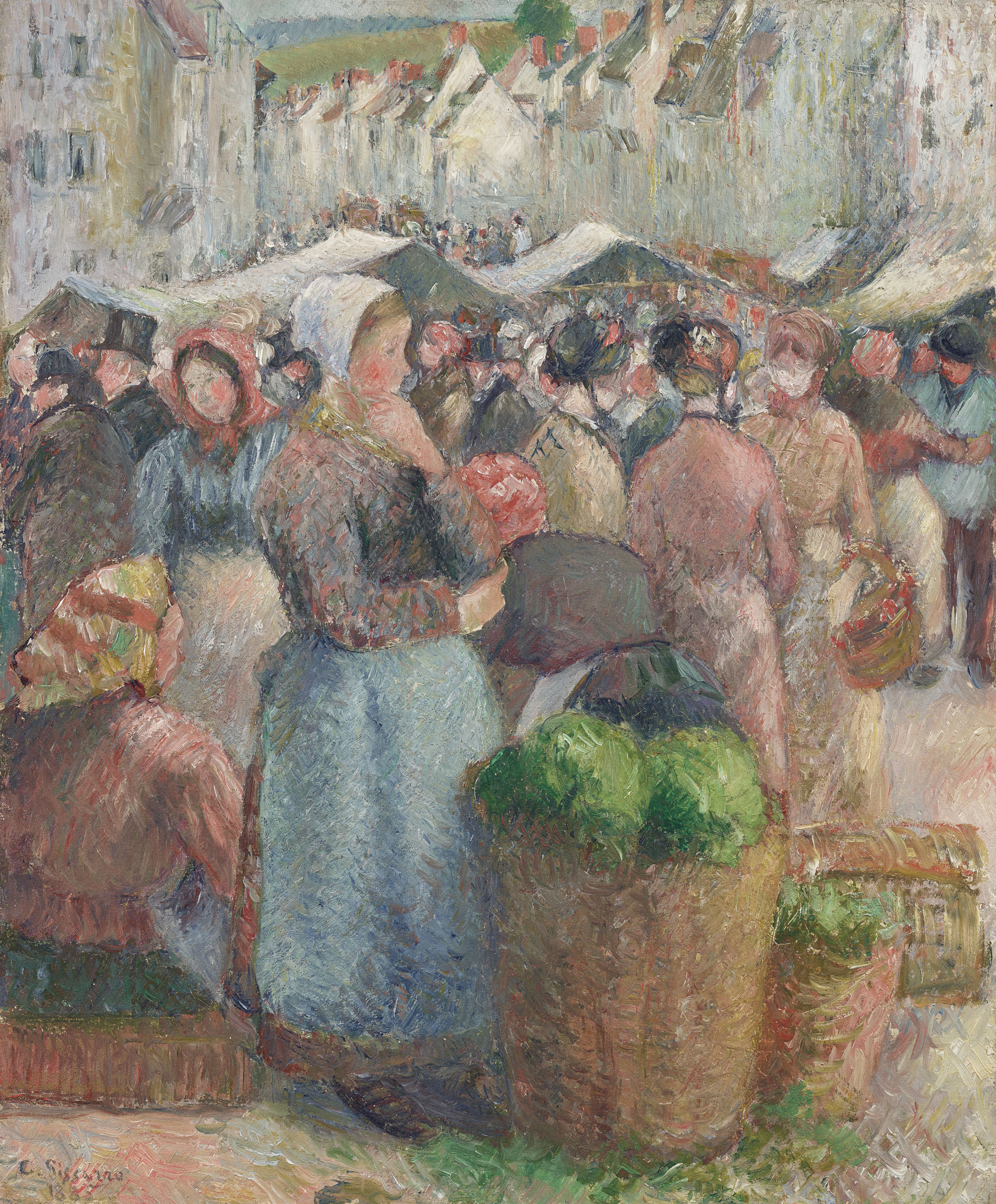
Il mercato di Gisors Grande Via

- Il mercato di Gisors gran via, eseguito da Camille Pissarro nel 1885.

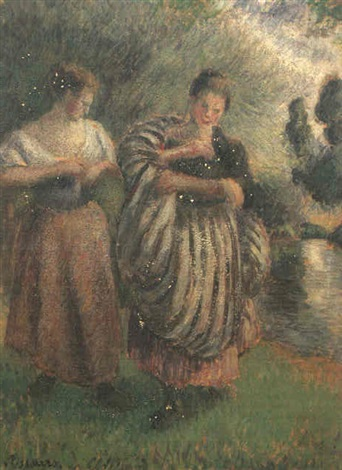
Après le bain eseguito da Camille Pissarro

- Après le bain, eseguito da Camille Pissarro nel 1881.